# Taphrina populi-salicis
Taphrina populi-salicis är en svampart som beskrevs av Mix 1947. Taphrina populi-salicis ingår i släktet Taphrina och familjen häxkvastsvampar.   Inga underarter finns listade i Catalogue of Life.